# Future Folk
Future Folk – polski zespół muzyczny, wykonujący elektroniczną muzykę taneczną z gatunku drum'n'bass i dubstep z wpływami folku góralskiego.

## Historia zespołu
5 czerwca 2012 wydali debiutancki album studyjny, zatytułowany Zbacowanie. Krążek promowany był przez single: „Janko”, „Twarda skała” i „Dukaty”. W 2013 wystąpili w piątej edycji programu telewizji Polsat Must Be the Music. Tylko muzyka. Dotarli do odcinka półfinałowego. 31 maja 2014 wystąpili na XII Sopot TOPtrendy Festiwal w konkursie „Trendy”, w którym wygrali główną nagrodę z piosenką „Malinowa dziewczyno”. Singiel dotarł m.in. do drugiego miejsca listy przebojów Top 15 Wietrznego Radia.
W 2015 wydali drugi album studyjny, zatytułowany Zbójnicki after.
W lutym 2018 z piosenką „Krakowiacy i górale” zakwalifikowali się do finału krajowych eliminacji do 63. Konkursu Piosenki Eurowizji. W koncercie finałowym, rozgrywanym 3 marca, zajęli ósme miejsce. Pod koniec listopada 2019 wydali singiel „Z ognia z wody”, a na początku maja 2020 – „W czarcim kręgu”.
1 stycznia 2024 Stanisław Karpiel-Bułecka, dotychczasowy wokalista poinformował o odejściu z zespołu. Jego miejsce zajął Michał Chyc-Olesiok.

## Dyskografia
| Rok                        | Album                                                                     | Pozycja na liście |
| Rok                        | Album                                                                     | POL               |
| -------------------------- | ------------------------------------------------------------------------- | ----------------- |
| 2012                       | Zbacowanie - Data: 6 maja 2012 - Wydawca: Universal Music Polska          | 49                |
| 2015                       | Zbójnicki after - Data: 30 czerwca 2015 - Wydawca: Universal Music Polska | –                 |
| „–” album nie był notowany |                                                                           |                   |